# دونوستيا سان سيباستيان كلاسيكوا للسيدات 2022
دونوستيا سان سيباستيان كلاسيكوا للسيدات 2022 هو سباق دراجات هوائية، وهو الموسم الأول من Itzulia Women ‏، وأقيم خلال الفترة من 13 مايو 2022، وحتى 15 مايو 2022 ضمن سباقات طواف العالم للدراجات للسيدات 2022، وشارك فيه 112 متسابقاً ووصل إلى نهايته 83 متسابقاً.
فاز بالمركز الأول ديمي فوليرينغ، وبالمركز الثاني Pauliena Rooijakkers ‏، وبالمركز الثالث كريستين فولكنر، وفاز ديمي فوليرينغ في ترتيب النقاط، وكان الفائز حسب النقاط للشباب Niamh Fisher-Black ‏، وكان الفائز في تصنيف الجبال Elise Chabbey ‏، وفاز فريق سنويب للسيدات في ترتيب الفرق.

## الفرق
| فرق سيدات عالمية (11)- Liv AlUla Jayco ‏ - كانيون–إس آر إيه إم ريسينغ 2022 ‏ - EF Education–Tibco–SVB ‏ - FDJ–Suez ‏ - رالي سايكلنج 2022 ‏ - ليف ريسينغ 2022 ‏ - موفيستار للسيدات 2022 ‏ - فريق رولان كوجياس إديلويس 2022 ‏ - Lidl–Trek (women's team) ‏ - إس دي وركس 2022 ‏ - فريق سنويب للسيدات 2022 ‏ فرق دراجات قارية سيدات (9)- اركيا للسيدات 2022 ‏ - بيزكايا دورانجو 2022 ‏ - بيبينك 2022 ‏ - انيكات-آر بي إتش 2022 ‏ - لابورال كوتكسا-فونداسيون يوسكادي 2022 ‏ - ماسي تكتيك 2022 ‏ - سوبيلا 2022 ‏ - توب قيرلز فسى برتولو 2022 ‏ - فالكار ترافل سيرفس 2022 ‏ |  |
| |  |

## المراحل
| قائمة المراحل | قائمة المراحل | قائمة المراحل                 | قائمة المراحل      | قائمة المراحل | قائمة المراحل   | قائمة المراحل |
| المرحلة       | التاريخ       | الدورة                        |                    | المسافة (كم)  | الفائز بالمرحلة | القائد العام  |
| ------------- | ------------- | ----------------------------- | ------------------ | ------------- | --------------- | ------------- |
| مرحلة 1       | 13 مايو       | فيتوريا-غاستيز – لاباستيدا    | مرحلة جبلية متوسطة | 105٫9         | ديمي فوليرينغ   | ديمي فوليرينغ |
| مرحلة 2       | 14 مايو       | مالابيا – مالابيا             | مرحلة جبلية متوسطة | 117٫9         | ديمي فوليرينغ   | ديمي فوليرينغ |
| مرحلة 3       | 15 مايو       | سان سيباستيان – سان سيباستيان | مرحلة جبلية متوسطة | 139٫8         | ديمي فوليرينغ   | ديمي فوليرينغ |

## النتيجة

### مرحلة 1
هي مرحلة جبلية متوسطة، أقيمت في 13 مايو 2022، وامتدّت لمسافة 105.9 كيلومتر. فاز بالمرحلة ديمي فوليرينغ، وكان متصدر الترتيب العام في نهاية المرحلة ديمي فوليرينغ، وكان المتصدر حسب ترتيب النقاط ديمي فوليرينغ، وكان المتصدر في ترتيب التسلق Elise Chabbey ‏، وتصدر ترتيب النقاط للشباب Niamh Fisher-Black ‏، وكان متصدر ترتيب الفرق إس دي وركس 2022 ‏.
| التصنيف العام | التصنيف العام         | التصنيف العام    | التصنيف العام             | التصنيف العام |  |
| العداء        | العداء                | البلد            | الفريق                    | الوقت         |  |
| ------------- | --------------------- | ---------------- | ------------------------- | ------------- |  |
| 1             | ديمي فوليرينغ         | هولندا           | إس دي وركس ‏               | 2 س 55 د 05 ث |  |
| 2             | Pauliena Rooijakkers ‏ | هولندا           | كانيون–إس آر إيه إم ‏      | + 6 ث         |  |
| 3             | كريستين فولكنر        | الولايات المتحدة | Liv AlUla Jayco ‏          | + 10 ث        |  |
| 4             | لوسيندا براند         | هولندا           | Lidl–Trek (women's team) ‏ | + 50 ث        |  |
| 5             | آشلي مولمان           | جنوب أفريقيا     | إس دي وركس ‏               | + 52 ث        |  |
| 6             | ليان ليبرت            | ألمانيا          | فريق سنويب للسيدات ‏       | + 53 ث        |  |
| 7             | أني سانستيبان         | إسبانيا          | Liv AlUla Jayco ‏          | + 53 ث        |  |
| 8             | أماندا سبرات          | أستراليا         | Liv AlUla Jayco ‏          | + 53 ث        |  |
| 9             | Elise Chabbey ‏        | سويسرا           | كانيون–إس آر إيه إم ‏      | + 53 ث        |  |
| 10            | ألينا أمياليوسيك      | بيلاروس          | كانيون–إس آر إيه إم ‏      | + 53 ث        |  |

### مرحلة 2
هي مرحلة جبلية متوسطة، أقيمت في 14 مايو 2022، وامتدّت لمسافة 117.9 كيلومتر. فاز بالمرحلة ديمي فوليرينغ، وكان متصدر الترتيب العام في نهاية المرحلة ديمي فوليرينغ، وكان المتصدر حسب ترتيب النقاط ديمي فوليرينغ، وكان المتصدر في ترتيب التسلق Elise Chabbey ‏، وتصدر ترتيب النقاط للشباب Niamh Fisher-Black ‏، وكان متصدر ترتيب الفرق إس دي وركس 2022 ‏.
| التصنيف العام | التصنيف العام         | التصنيف العام    | التصنيف العام        | التصنيف العام |  |
| العداء        | العداء                | البلد            | الفريق               | الوقت         |  |
| ------------- | --------------------- | ---------------- | -------------------- | ------------- |  |
| 1             | ديمي فوليرينغ         | هولندا           | إس دي وركس ‏          | 6 س 11 د 01 ث |  |
| 2             | Pauliena Rooijakkers ‏ | هولندا           | كانيون–إس آر إيه إم ‏ | + 22 ث        |  |
| 3             | كريستين فولكنر        | الولايات المتحدة | Liv AlUla Jayco ‏     | + 42 ث        |  |
| 4             | مارتا كافالي          | إيطاليا          | FDJ–Suez ‏            | + 1 د 00 ث    |  |
| 5             | Olivia Baril ‏         | كندا             | فالكار سيلانس ‏       | + 1 د 01 ث    |  |
| 6             | جولييت لابوس          | فرنسا            | فريق سنويب للسيدات ‏  | + 1 د 08 ث    |  |
| 7             | آشلي مولمان           | جنوب أفريقيا     | إس دي وركس ‏          | + 1 د 21 ث    |  |
| 8             | Elise Chabbey ‏        | سويسرا           | كانيون–إس آر إيه إم ‏ | + 1 د 22 ث    |  |
| 9             | Niamh Fisher-Black ‏   | نيوزيلندا        | إس دي وركس ‏          | + 1 د 22 ث    |  |
| 10            | فلورتجي ماكايج        | هولندا           | فريق سنويب للسيدات ‏  | + 1 د 22 ث    |  |

### مرحلة 3
هي مرحلة جبلية متوسطة، أقيمت في 15 مايو 2022، وامتدّت لمسافة 139.8 كيلومتر. فاز بالمرحلة ديمي فوليرينغ، وكان متصدر الترتيب العام في نهاية المرحلة ديمي فوليرينغ.

## المشاركون
| موفيستار للسيدات ‏ MOV | موفيستار للسيدات ‏ MOV         | موفيستار للسيدات ‏ MOV |
| --------------------- | ----------------------------- | --------------------- |
| م                     | عداء                          | مرتبة                 |
| 1                     | أليسيا غونزاليس بلانكو        | 73                    |
| 2                     | Jelena Erić (cyclist) ‏ (طريق) | 56                    |
| 3                     | Sarah Gigante ‏                | لم يكمل السباق-2      |
| 4                     | شيلا جوتيريز                  | 60                    |
| 5                     | Lourdes Oyarbide ‏             | 57                    |
| 6                     | Paula Patiño ‏                 | 9                     |

| Lidl–Trek (women's team) ‏ TFS | Lidl–Trek (women's team) ‏ TFS | Lidl–Trek (women's team) ‏ TFS |
| ----------------------------- | ----------------------------- | ----------------------------- |
| م                             | عداء                          | مرتبة                         |
| 11                            | لوسيندا براند                 | 16                            |
| 12                            | Elynor Bäckstedt ‏             | لم يكمل السباق-3              |
| 13                            | أمالي ديديريكسن (طريق)        | 78                            |
| 14                            | Lauretta Hanson ‏              | لم يكمل السباق-3              |
| 15                            | ليا توماس                     | 43                            |
| 16                            | شيرين فان أنروي               | 37                            |

| Liv AlUla Jayco ‏ BEX | Liv AlUla Jayco ‏ BEX | Liv AlUla Jayco ‏ BEX |
| -------------------- | -------------------- | -------------------- |
| م                    | عداء                 | مرتبة                |
| 21                   | أني سانستيبان        | لم يكمل السباق-2     |
| 22                   | Urška Žigart ‏        | 19                   |
| 23                   | أماندا سبرات         | 33                   |
| 24                   | Chelsie Tan‏          | لم يكمل السباق-3     |
| 25                   | كريستين فولكنر       | 3                    |
| 26                   | جورجيا وليامز        | 36                   |

| ليف ريسينغ ‏ LIV | ليف ريسينغ ‏ LIV          | ليف ريسينغ ‏ LIV  |
| --------------- | ------------------------ | ---------------- |
| م               | عداء                     | مرتبة            |
| 31              | Marta Jaskulska ‏         | 68               |
| 32              | Jeanne Korevaar ‏         | 39               |
| 33              | Tereza Neumanová ‏ (طريق) | 72               |
| 34              | Katia Ragusa ‏            | لم يكمل السباق-2 |

| إس دي وركس ‏ SDW | إس دي وركس ‏ SDW     | إس دي وركس ‏ SDW |
| --------------- | ------------------- | --------------- |
| م               | عداء                | مرتبة           |
| 41              | آشلي مولمان         | 17              |
| 42              | Anna Shackley ‏      | 15              |
| 43              | Niamh Fisher-Black ‏ | 7               |
| 44              | ديمي فوليرينغ       | 1               |

| فريق سنويب للسيدات ‏ DSM | فريق سنويب للسيدات ‏ DSM | فريق سنويب للسيدات ‏ DSM |
| ----------------------- | ----------------------- | ----------------------- |
| م                       | عداء                    | مرتبة                   |
| 61                      | ليان ليبرت              | 6                       |
| 62                      | Léa Curinier ‏           | لم يكمل السباق-3        |
| 63                      | جولييت لابوس            | 5                       |
| 64                      | Francesca Barale ‏       | لم يكمل السباق-2        |
| 65                      | فلورتجي ماكايج          | 8                       |
| 66                      | Esmée Peperkamp ‏        | 20                      |

| فريق كوجياس ميتلر لوك برو للدراجات ‏ CGS | فريق كوجياس ميتلر لوك برو للدراجات ‏ CGS | فريق كوجياس ميتلر لوك برو للدراجات ‏ CGS |
| --------------------------------------- | --------------------------------------- | --------------------------------------- |
| م                                       | عداء                                    | مرتبة                                   |
| 71                                      | ESP                                     | 49                                      |
| 72                                      | SUI                                     | 18                                      |
| 73                                      | أولغا زابيلينسكايا                      | 77                                      |
| 74                                      | تمارا بالابولينا ‏                       | 41                                      |
| 75                                      | كارولين باور                            | 67                                      |

| كانيون–إس آر إيه إم ‏ CSR | كانيون–إس آر إيه إم ‏ CSR | كانيون–إس آر إيه إم ‏ CSR |
| ------------------------ | ------------------------ | ------------------------ |
| م                        | عداء                     | مرتبة                    |
| 81                       | Neve Bradbury ‏           | 52                       |
| 82                       | ألينا أمياليوسيك         | 35                       |
| 83                       | Elise Chabbey ‏           | 13                       |
| 84                       | Mikayla Harvey ‏          | 25                       |
| 85                       | ثريا بالادين             | 30                       |
| 86                       | Pauliena Rooijakkers ‏    | 2                        |

| FDJ–Suez ‏ FSF | FDJ–Suez ‏ FSF       | FDJ–Suez ‏ FSF |
| ------------- | ------------------- | ------------- |
| م             | عداء                | مرتبة         |
| 91            | مارتا كافالي        | 4             |
| 92            | Stine Borgli ‏       | 65            |
| 93            | برودي شابمان        | 34            |
| 94            | أوجيني دوفال        | 54            |
| 95            | Victorie Guilman ‏   | 24            |
| 96            | Évita Muzic ‏ (طريق) | 28            |

| EF Education–Tibco–SVB ‏ TIB | EF Education–Tibco–SVB ‏ TIB | EF Education–Tibco–SVB ‏ TIB |
| --------------------------- | --------------------------- | --------------------------- |
| م                           | عداء                        | مرتبة                       |
| 101                         | Veronica Ewers ‏             | 10                          |
| 102                         | كريستابل دوبيل هيكوك        | 12                          |
| 103                         | Magdeleine Vallieres ‏       | 31                          |
| 104                         | Abi Smith ‏                  | 45                          |
| 105                         | Kathrin Hammes ‏             | 26                          |
| 106                         | Clara Honsinger ‏            | 48                          |

| رالي سايكلنج ‏ HPW | رالي سايكلنج ‏ HPW   | رالي سايكلنج ‏ HPW |
| ----------------- | ------------------- | ----------------- |
| م                 | عداء                | مرتبة             |
| 111               | Nina Buijsman ‏      | 46                |
| 112               | Marit Raaijmakers ‏  | 63                |
| 113               | Eri Yonamine ‏       | لم يكمل السباق-3  |
| 115               | Barbara Malcotti ‏   | 23                |
| 116               | Henrietta Christie ‏ | لم يكمل السباق-3  |

| فالكار سيلانس ‏ VAL | فالكار سيلانس ‏ VAL     | فالكار سيلانس ‏ VAL |
| ------------------ | ---------------------- | ------------------ |
| م                  | عداء                   | مرتبة              |
| 121                | Margaux Vigié ‏         | 74                 |
| 122                | Alice Maria Arzuffi ‏   | 29                 |
| 123                | Federica Piergiovanni ‏ | 50                 |
| 124                | Olivia Baril ‏          | 11                 |
| 125                | Elizabeth Stannard ‏    | 55                 |
| 126                | Anastasia Carbonari ‏   | 62                 |

| ماسي تكتيك تيم للسيدات ‏ MAT | ماسي تكتيك تيم للسيدات ‏ MAT | ماسي تكتيك تيم للسيدات ‏ MAT |
| --------------------------- | --------------------------- | --------------------------- |
| م                           | عداء                        | مرتبة                       |
| 131                         | Mireia Benito ‏              | 42                          |
| 132                         | Špela Kern ‏                 | 22                          |
| 133                         | كورينا ليتشنر               | لم يكمل السباق-3            |
| 134                         | Nathalie Eklund (cyclist) ‏  | 79                          |
| 135                         | Maaike Coljé ‏               | 44                          |
| 136                         | Sofia Gomes‏                 | لم يكمل السباق-3            |

| انيكات سايكلنج تيم ‏ EIC | انيكات سايكلنج تيم ‏ EIC  | انيكات سايكلنج تيم ‏ EIC |
| ----------------------- | ------------------------ | ----------------------- |
| م                       | عداء                     | مرتبة                   |
| 141                     | Ziortza Isasi ‏           | لم يكمل السباق-2        |
| 142                     | Lija Laizāne             | 75                      |
| 143                     | Anastasia Lebedeva ‏      | لم يكمل السباق-3        |
| 144                     | Varvara Fasoi ‏ (طريق)    | 70                      |
| 145                     | Aidi Gerde Tuisk ‏ (طريق) | لم يكمل السباق-2        |

| بيزكايا دورانجو ‏ BDP | بيزكايا دورانجو ‏ BDP  | بيزكايا دورانجو ‏ BDP |
| -------------------- | --------------------- | -------------------- |
| م                    | عداء                  | مرتبة                |
| 151                  | Daniela Campos ‏       | لم يكمل السباق-3     |
| 152                  | لوسيا غونزاليس بلانكو | 53                   |
| 153                  | Melissa Maia‏          | لم يكمل السباق-3     |
| 154                  | Alba Teruel Ribes ‏    | لم يكمل السباق-2     |
| 155                  | GER                   | 38                   |
| 156                  | Carolina Upegui ‏      | لم يكمل السباق-2     |

| بيبينك ‏ BPK | بيبينك ‏ BPK                | بيبينك ‏ BPK      |
| ----------- | -------------------------- | ---------------- |
| م           | عداء                       | مرتبة            |
| 161         | Elisabet Escursell Valero ‏ | لم يكمل السباق-3 |
| 162         | Nadia Quagliotto ‏          | 47               |
| 163         | ITA                        | 64               |
| 164         | Valentina Basilico ‏        | لم يكمل السباق-3 |
| 165         | Matilde Vitillo ‏           | لم يكمل السباق-3 |
| 166         | ميشيلا دراموند             | لم يكمل السباق-3 |

| توب قيرلز فسى برتولو ‏ TOP | توب قيرلز فسى برتولو ‏ TOP | توب قيرلز فسى برتولو ‏ TOP |
| ------------------------- | ------------------------- | ------------------------- |
| م                         | عداء                      | مرتبة                     |
| 171                       | Giorgia Bariani ‏          | 81                        |
| 172                       | تاتيانا جوديرزو           | 69                        |
| 173                       | Greta Marturano ‏          | 27                        |
| 174                       | Iris Monticolo ‏           | 82                        |
| 175                       | Cristina Tonetti ‏         | 51                        |
| 176                       | Alessia Vigilia ‏          | 76                        |

| اركيا للسيدات ‏ ARK | اركيا للسيدات ‏ ARK | اركيا للسيدات ‏ ARK |
| ------------------ | ------------------ | ------------------ |
| م                  | عداء               | مرتبة              |
| 181                | Yuliia Biriukova ‏  | 21                 |
| 182                | Morgane Coston ‏    | 32                 |
| 184                | بولين ألين         | 61                 |
| 185                | شارلوت بيكر        | لم يكمل السباق-1   |
| 186                | Maryanne Hinault‏   | لم يكمل السباق-2   |

| لابورال كوتكسا فونداسيون يوسكادي ‏ LKF | لابورال كوتكسا فونداسيون يوسكادي ‏ LKF | لابورال كوتكسا فونداسيون يوسكادي ‏ LKF |
| ------------------------------------- | ------------------------------------- | ------------------------------------- |
| م                                     | عداء                                  | مرتبة                                 |
| 191                                   | ESP                                   | لم يكمل السباق-3                      |
| 192                                   | Ariana Gilabert ‏                      | 59                                    |
| 193                                   | Yurani Blanco ‏                        | 40                                    |
| 194                                   | Usoa Ostolaza ‏                        | لم يكمل السباق-2                      |
| 195                                   | ESP                                   | لم يكمل السباق-3                      |
| 196                                   | Sandra Gutierrez‏                      | 83                                    |

| سوبيلا ومنز تيم ‏ SWT | سوبيلا ومنز تيم ‏ SWT  | سوبيلا ومنز تيم ‏ SWT |
| -------------------- | --------------------- | -------------------- |
| م                    | عداء                  | مرتبة                |
| 201                  | Alice Coutinho ‏       | 66                   |
| 202                  | Claire Steels ‏        | 71                   |
| 203                  | Naia Amondarain ‏      | 80                   |
| 204                  | Nadine Gill ‏          | 14                   |
| 205                  | Patricia Ortega Ruiz ‏ | 58                   |
| 206                  | Beatriz Lalaguna ‏     | لم يكمل السباق-2     |

| موفيستار للسيدات ‏ MOV | موفيستار للسيدات ‏ MOV         | موفيستار للسيدات ‏ MOV |
| --------------------- | ----------------------------- | --------------------- |
| م                     | عداء                          | مرتبة                 |
| 1                     | أليسيا غونزاليس بلانكو        | 73                    |
| 2                     | Jelena Erić (cyclist) ‏ (طريق) | 56                    |
| 3                     | Sarah Gigante ‏                | لم يكمل السباق-2      |
| 4                     | شيلا جوتيريز                  | 60                    |
| 5                     | Lourdes Oyarbide ‏             | 57                    |
| 6                     | Paula Patiño ‏                 | 9                     |

| Lidl–Trek (women's team) ‏ TFS | Lidl–Trek (women's team) ‏ TFS | Lidl–Trek (women's team) ‏ TFS |
| ----------------------------- | ----------------------------- | ----------------------------- |
| م                             | عداء                          | مرتبة                         |
| 11                            | لوسيندا براند                 | 16                            |
| 12                            | Elynor Bäckstedt ‏             | لم يكمل السباق-3              |
| 13                            | أمالي ديديريكسن (طريق)        | 78                            |
| 14                            | Lauretta Hanson ‏              | لم يكمل السباق-3              |
| 15                            | ليا توماس                     | 43                            |
| 16                            | شيرين فان أنروي               | 37                            |

| Liv AlUla Jayco ‏ BEX | Liv AlUla Jayco ‏ BEX | Liv AlUla Jayco ‏ BEX |
| -------------------- | -------------------- | -------------------- |
| م                    | عداء                 | مرتبة                |
| 21                   | أني سانستيبان        | لم يكمل السباق-2     |
| 22                   | Urška Žigart ‏        | 19                   |
| 23                   | أماندا سبرات         | 33                   |
| 24                   | Chelsie Tan‏          | لم يكمل السباق-3     |
| 25                   | كريستين فولكنر       | 3                    |
| 26                   | جورجيا وليامز        | 36                   |

| ليف ريسينغ ‏ LIV | ليف ريسينغ ‏ LIV          | ليف ريسينغ ‏ LIV  |
| --------------- | ------------------------ | ---------------- |
| م               | عداء                     | مرتبة            |
| 31              | Marta Jaskulska ‏         | 68               |
| 32              | Jeanne Korevaar ‏         | 39               |
| 33              | Tereza Neumanová ‏ (طريق) | 72               |
| 34              | Katia Ragusa ‏            | لم يكمل السباق-2 |

| إس دي وركس ‏ SDW | إس دي وركس ‏ SDW     | إس دي وركس ‏ SDW |
| --------------- | ------------------- | --------------- |
| م               | عداء                | مرتبة           |
| 41              | آشلي مولمان         | 17              |
| 42              | Anna Shackley ‏      | 15              |
| 43              | Niamh Fisher-Black ‏ | 7               |
| 44              | ديمي فوليرينغ       | 1               |

| فريق سنويب للسيدات ‏ DSM | فريق سنويب للسيدات ‏ DSM | فريق سنويب للسيدات ‏ DSM |
| ----------------------- | ----------------------- | ----------------------- |
| م                       | عداء                    | مرتبة                   |
| 61                      | ليان ليبرت              | 6                       |
| 62                      | Léa Curinier ‏           | لم يكمل السباق-3        |
| 63                      | جولييت لابوس            | 5                       |
| 64                      | Francesca Barale ‏       | لم يكمل السباق-2        |
| 65                      | فلورتجي ماكايج          | 8                       |
| 66                      | Esmée Peperkamp ‏        | 20                      |

| فريق كوجياس ميتلر لوك برو للدراجات ‏ CGS | فريق كوجياس ميتلر لوك برو للدراجات ‏ CGS | فريق كوجياس ميتلر لوك برو للدراجات ‏ CGS |
| --------------------------------------- | --------------------------------------- | --------------------------------------- |
| م                                       | عداء                                    | مرتبة                                   |
| 71                                      | ESP                                     | 49                                      |
| 72                                      | SUI                                     | 18                                      |
| 73                                      | أولغا زابيلينسكايا                      | 77                                      |
| 74                                      | تمارا بالابولينا ‏                       | 41                                      |
| 75                                      | كارولين باور                            | 67                                      |

| كانيون–إس آر إيه إم ‏ CSR | كانيون–إس آر إيه إم ‏ CSR | كانيون–إس آر إيه إم ‏ CSR |
| ------------------------ | ------------------------ | ------------------------ |
| م                        | عداء                     | مرتبة                    |
| 81                       | Neve Bradbury ‏           | 52                       |
| 82                       | ألينا أمياليوسيك         | 35                       |
| 83                       | Elise Chabbey ‏           | 13                       |
| 84                       | Mikayla Harvey ‏          | 25                       |
| 85                       | ثريا بالادين             | 30                       |
| 86                       | Pauliena Rooijakkers ‏    | 2                        |

| FDJ–Suez ‏ FSF | FDJ–Suez ‏ FSF       | FDJ–Suez ‏ FSF |
| ------------- | ------------------- | ------------- |
| م             | عداء                | مرتبة         |
| 91            | مارتا كافالي        | 4             |
| 92            | Stine Borgli ‏       | 65            |
| 93            | برودي شابمان        | 34            |
| 94            | أوجيني دوفال        | 54            |
| 95            | Victorie Guilman ‏   | 24            |
| 96            | Évita Muzic ‏ (طريق) | 28            |

| EF Education–Tibco–SVB ‏ TIB | EF Education–Tibco–SVB ‏ TIB | EF Education–Tibco–SVB ‏ TIB |
| --------------------------- | --------------------------- | --------------------------- |
| م                           | عداء                        | مرتبة                       |
| 101                         | Veronica Ewers ‏             | 10                          |
| 102                         | كريستابل دوبيل هيكوك        | 12                          |
| 103                         | Magdeleine Vallieres ‏       | 31                          |
| 104                         | Abi Smith ‏                  | 45                          |
| 105                         | Kathrin Hammes ‏             | 26                          |
| 106                         | Clara Honsinger ‏            | 48                          |

| رالي سايكلنج ‏ HPW | رالي سايكلنج ‏ HPW   | رالي سايكلنج ‏ HPW |
| ----------------- | ------------------- | ----------------- |
| م                 | عداء                | مرتبة             |
| 111               | Nina Buijsman ‏      | 46                |
| 112               | Marit Raaijmakers ‏  | 63                |
| 113               | Eri Yonamine ‏       | لم يكمل السباق-3  |
| 115               | Barbara Malcotti ‏   | 23                |
| 116               | Henrietta Christie ‏ | لم يكمل السباق-3  |

| فالكار سيلانس ‏ VAL | فالكار سيلانس ‏ VAL     | فالكار سيلانس ‏ VAL |
| ------------------ | ---------------------- | ------------------ |
| م                  | عداء                   | مرتبة              |
| 121                | Margaux Vigié ‏         | 74                 |
| 122                | Alice Maria Arzuffi ‏   | 29                 |
| 123                | Federica Piergiovanni ‏ | 50                 |
| 124                | Olivia Baril ‏          | 11                 |
| 125                | Elizabeth Stannard ‏    | 55                 |
| 126                | Anastasia Carbonari ‏   | 62                 |

| ماسي تكتيك تيم للسيدات ‏ MAT | ماسي تكتيك تيم للسيدات ‏ MAT | ماسي تكتيك تيم للسيدات ‏ MAT |
| --------------------------- | --------------------------- | --------------------------- |
| م                           | عداء                        | مرتبة                       |
| 131                         | Mireia Benito ‏              | 42                          |
| 132                         | Špela Kern ‏                 | 22                          |
| 133                         | كورينا ليتشنر               | لم يكمل السباق-3            |
| 134                         | Nathalie Eklund (cyclist) ‏  | 79                          |
| 135                         | Maaike Coljé ‏               | 44                          |
| 136                         | Sofia Gomes‏                 | لم يكمل السباق-3            |

| انيكات سايكلنج تيم ‏ EIC | انيكات سايكلنج تيم ‏ EIC  | انيكات سايكلنج تيم ‏ EIC |
| ----------------------- | ------------------------ | ----------------------- |
| م                       | عداء                     | مرتبة                   |
| 141                     | Ziortza Isasi ‏           | لم يكمل السباق-2        |
| 142                     | Lija Laizāne             | 75                      |
| 143                     | Anastasia Lebedeva ‏      | لم يكمل السباق-3        |
| 144                     | Varvara Fasoi ‏ (طريق)    | 70                      |
| 145                     | Aidi Gerde Tuisk ‏ (طريق) | لم يكمل السباق-2        |

| بيزكايا دورانجو ‏ BDP | بيزكايا دورانجو ‏ BDP  | بيزكايا دورانجو ‏ BDP |
| -------------------- | --------------------- | -------------------- |
| م                    | عداء                  | مرتبة                |
| 151                  | Daniela Campos ‏       | لم يكمل السباق-3     |
| 152                  | لوسيا غونزاليس بلانكو | 53                   |
| 153                  | Melissa Maia‏          | لم يكمل السباق-3     |
| 154                  | Alba Teruel Ribes ‏    | لم يكمل السباق-2     |
| 155                  | GER                   | 38                   |
| 156                  | Carolina Upegui ‏      | لم يكمل السباق-2     |

| بيبينك ‏ BPK | بيبينك ‏ BPK                | بيبينك ‏ BPK      |
| ----------- | -------------------------- | ---------------- |
| م           | عداء                       | مرتبة            |
| 161         | Elisabet Escursell Valero ‏ | لم يكمل السباق-3 |
| 162         | Nadia Quagliotto ‏          | 47               |
| 163         | ITA                        | 64               |
| 164         | Valentina Basilico ‏        | لم يكمل السباق-3 |
| 165         | Matilde Vitillo ‏           | لم يكمل السباق-3 |
| 166         | ميشيلا دراموند             | لم يكمل السباق-3 |

| توب قيرلز فسى برتولو ‏ TOP | توب قيرلز فسى برتولو ‏ TOP | توب قيرلز فسى برتولو ‏ TOP |
| ------------------------- | ------------------------- | ------------------------- |
| م                         | عداء                      | مرتبة                     |
| 171                       | Giorgia Bariani ‏          | 81                        |
| 172                       | تاتيانا جوديرزو           | 69                        |
| 173                       | Greta Marturano ‏          | 27                        |
| 174                       | Iris Monticolo ‏           | 82                        |
| 175                       | Cristina Tonetti ‏         | 51                        |
| 176                       | Alessia Vigilia ‏          | 76                        |

| اركيا للسيدات ‏ ARK | اركيا للسيدات ‏ ARK | اركيا للسيدات ‏ ARK |
| ------------------ | ------------------ | ------------------ |
| م                  | عداء               | مرتبة              |
| 181                | Yuliia Biriukova ‏  | 21                 |
| 182                | Morgane Coston ‏    | 32                 |
| 184                | بولين ألين         | 61                 |
| 185                | شارلوت بيكر        | لم يكمل السباق-1   |
| 186                | Maryanne Hinault‏   | لم يكمل السباق-2   |

| لابورال كوتكسا فونداسيون يوسكادي ‏ LKF | لابورال كوتكسا فونداسيون يوسكادي ‏ LKF | لابورال كوتكسا فونداسيون يوسكادي ‏ LKF |
| ------------------------------------- | ------------------------------------- | ------------------------------------- |
| م                                     | عداء                                  | مرتبة                                 |
| 191                                   | ESP                                   | لم يكمل السباق-3                      |
| 192                                   | Ariana Gilabert ‏                      | 59                                    |
| 193                                   | Yurani Blanco ‏                        | 40                                    |
| 194                                   | Usoa Ostolaza ‏                        | لم يكمل السباق-2                      |
| 195                                   | ESP                                   | لم يكمل السباق-3                      |
| 196                                   | Sandra Gutierrez‏                      | 83                                    |

| سوبيلا ومنز تيم ‏ SWT | سوبيلا ومنز تيم ‏ SWT  | سوبيلا ومنز تيم ‏ SWT |
| -------------------- | --------------------- | -------------------- |
| م                    | عداء                  | مرتبة                |
| 201                  | Alice Coutinho ‏       | 66                   |
| 202                  | Claire Steels ‏        | 71                   |
| 203                  | Naia Amondarain ‏      | 80                   |
| 204                  | Nadine Gill ‏          | 14                   |
| 205                  | Patricia Ortega Ruiz ‏ | 58                   |
| 206                  | Beatriz Lalaguna ‏     | لم يكمل السباق-2     |

## التصنيف العام النهائي
| التصنيف العام         | التصنيف العام         | التصنيف العام    | التصنيف العام           | التصنيف العام  |
| العداء                | العداء                | البلد            | الفريق                  | الوقت          |
| --------------------- | --------------------- | ---------------- | ----------------------- | -------------- |
| 1                     | ديمي فوليرينغ         | هولندا           | إس دي وركس ‏             | 10 س 11 د 54 ث |
| 2                     | Pauliena Rooijakkers ‏ | هولندا           | كانيون–إس آر إيه إم ‏    | + 47 ث         |
| 3                     | كريستين فولكنر        | الولايات المتحدة | Liv AlUla Jayco ‏        | + 1 د 07 ث     |
| 4                     | مارتا كافالي          | إيطاليا          | FDJ–Suez ‏               | + 1 د 21 ث     |
| 5                     | جولييت لابوس          | فرنسا            | فريق سنويب للسيدات ‏     | + 1 د 33 ث     |
| 6                     | ليان ليبرت            | ألمانيا          | فريق سنويب للسيدات ‏     | + 1 د 44 ث     |
| 7                     | Niamh Fisher-Black ‏   | نيوزيلندا        | إس دي وركس ‏             | + 1 د 47 ث     |
| 8                     | فلورتجي ماكايج        | هولندا           | فريق سنويب للسيدات ‏     | + 1 د 47 ث     |
| 9                     | Paula Patiño ‏         | كولومبيا         | موفيستار للسيدات ‏       | + 1 د 50 ث     |
| 10                    | Veronica Ewers ‏       | الولايات المتحدة | EF Education–Tibco–SVB ‏ | + 1 د 50 ث     |
| مصدر: ProCyclingStats |                       |                  |                         |                |

### تصنيف النقاط
| تصنيف النقاط          | تصنيف النقاط          | تصنيف النقاط     | تصنيف النقاط         | تصنيف النقاط |
| العداء                | العداء                | البلد            | الفريق               | النقاط       |
| --------------------- | --------------------- | ---------------- | -------------------- | ------------ |
| 1                     | ديمي فوليرينغ         | هولندا           | إس دي وركس ‏          | 87 نقطة      |
| 2                     | مارتا كافالي          | إيطاليا          | FDJ–Suez ‏            | 42 نقطة      |
| 3                     | Pauliena Rooijakkers ‏ | هولندا           | كانيون–إس آر إيه إم ‏ | 40 نقطة      |
| 4                     | ليان ليبرت            | ألمانيا          | فريق سنويب للسيدات ‏  | 34 نقطة      |
| 5                     | Niamh Fisher-Black ‏   | نيوزيلندا        | إس دي وركس ‏          | 30 نقطة      |
| 6                     | كريستين فولكنر        | الولايات المتحدة | Liv AlUla Jayco ‏     | 27 نقطة      |
| 7                     | جولييت لابوس          | فرنسا            | فريق سنويب للسيدات ‏  | 23 نقطة      |
| 8                     | Olivia Baril ‏         | كندا             | فالكار سيلانس ‏       | 22 نقطة      |
| 9                     | فلورتجي ماكايج        | هولندا           | فريق سنويب للسيدات ‏  | 21 نقطة      |
| 10                    | آشلي مولمان           | جنوب أفريقيا     | إس دي وركس ‏          | 21 نقطة      |
| مصدر: ProCyclingStats |                       |                  |                      |              |

### تصنيف الجبال
| تصنيف الجبال          | تصنيف الجبال       | تصنيف الجبال | تصنيف الجبال            | تصنيف الجبال |
| العداء                | العداء             | البلد        | الفريق                  | النقاط       |
| --------------------- | ------------------ | ------------ | ----------------------- | ------------ |
| 1                     | Elise Chabbey ‏     | سويسرا       | كانيون–إس آر إيه إم ‏    | 19 نقطة      |
| 2                     | ديمي فوليرينغ      | هولندا       | إس دي وركس ‏             | 12 نقطة      |
| 3                     | مارتا كافالي       | إيطاليا      | FDJ–Suez ‏               | 10 نقطة      |
| 4                     | Morgane Coston ‏    | فرنسا        | اركيا للسيدات ‏          | 10 نقطة      |
| 5                     | Mireia Benito ‏     | إسبانيا      | ماسي تكتيك تيم للسيدات ‏ | 8 نقطة       |
| 6                     | Olivia Baril ‏      | كندا         | فالكار سيلانس ‏          | 8 نقطة       |
| 7                     | Marit Raaijmakers ‏ | هولندا       | رالي سايكلنج ‏           | 7 نقطة       |
| 8                     | Esmée Peperkamp ‏   | هولندا       | فريق سنويب للسيدات ‏     | 6 نقطة       |
| 9                     | جولييت لابوس       | فرنسا        | فريق سنويب للسيدات ‏     | 4 نقطة       |
| 10                    | ليان ليبرت         | ألمانيا      | فريق سنويب للسيدات ‏     | 4 نقطة       |
| مصدر: ProCyclingStats |                    |              |                         |              |

## وصلات خارجية
- لمحة عن سباق دونوستيا سان سيباستيان كلاسيكوا للسيدات 2022 على موقع  ProCyclingStats   (برو  سايكلنج  ستاتس) - إحصاءات  محترفي  الدراجات.
- دونوستيا سان سيباستيان كلاسيكوا للسيدات 2022 على موقع إحصائيات الدراجات الإحترافية (الإنجليزية)